# توم هاميلتون (لاعب كرة قاعدة)
توم هاميلتون (بالإنجليزية: Tom Hamilton)‏ هو لاعب كرة قاعدة أمريكي، ولد في 29 سبتمبر 1925 في ألتونا في الولايات المتحدة، وتوفي في 29 نوفمبر 1973 في تايلر في الولايات المتحدة.

## وصلات خارجية
- توم هاميلتون على موقعبيزبول رفرنس.كوم (الدوري الرئيسي) (الإنجليزية)
- توم هاميلتون على موقع كلية كرة السلة في سبورتس رفرنس.كوم (الإنجليزية)